# Коста Миловановић
Костантин, Коста или „Кока“ Миловановић (Београд, 8. јун 1847 — Београд, 6. мај 1905) је био српски генерал, професор Војне академије у Београду и конструктор пушке зване „маузер-кокинка“, једне од најбољих пушака на свету крајем 19. века.

## Биографија
Био је први војни изасланик Кнежевине Србије у Аустроугарској од 1878—1880.
За дописног члана Српског ученог друштва изабран је 30. јануара 1885. године, али се у јуну писмено изјаснио да се не прихвата избора.